# Ciburuy (Bayongbong)
Ciburuy is een bestuurslaag in het regentschap Garut van de provincie West-Java, Indonesië. Ciburuy telt 5118 inwoners (volkstelling 2010).